# CBS Storybreak
CBS Storybreak es una serie de televisión infantil emitida originalmente por la cadena de televisión CBS de los Estados Unidos durante la temporada de 1985. Presentado por Bob Keeshan (y en su regreso en 1993 por Malcolm Jamal-Warner), los episodios del programa consistían en adaptaciones animadas de famosas obras literarias infantiles, incluyendo How to Eat Fried Worms, Dragon's Blood y Ratha's Creature.
Los episodios de la serie fueron producidos por la compañía australiana Southern Star Entertainment y la estadounidense Hanna-Barbera Productions para CBS Entertainment.
Episodios selectos de CBS Storybreak fueron publicados en vídeo en el año 1992 con el nombre Video Storybreak.
La serie fue nominada a un Emmy como Mejor Programa Animado de la temporada 1985-1986. Repeticiones del programa siguieron emitiéndose hasta 1998.